# Trochalopteron imbricatum
Trochalopteron imbricatum (лат.) — это маленькая птица из рода Trochalopteron семейства комичных тимелий (Leiothrichidae). Ранее она относилась к роду кустарниц (Garrulax), но проводимые в 2009 г исследования показали, что этот вид вместе с некоторыми другими стоит выделить в собственный род — Trochalopteron .

## Этимология и систематика
Первое научное описание этой птицы было сделано английским зоологом Эдвардом Блитом в 1843 году. Сначала птица считалась подвидом полосатой кустарницы — Garrulax lineatus imbricatus. В дальнейшем учёные повысили ранг до вида. Проведённые в 2009 году исследования показали, что вид стоит поместить в новый род — Trochalopteron.
Научное название вида imbricatum, образовано от латинского imbrex (imbricis) — черепица.

## Описание

### Внешний вид
Небольшая птица с длиной туловища 19—20 см и массой тела 40—55 г. В окраске преобладают коричневые тона. Верх головы более тёмный. Около ушей серые пятна. Её серо-коричневая окраска позволяет хорошо маскироваться.

### Голос
Голосом и песней похожа на полосатую кустарницу.

## Размножение
Сезон размножения приходится на апрель — июнь. В Бутане сезон размножения начинается в апреле.

## Питание
Предположительно в рацион птиц этого вида входят мелкие беспозвоночные и растительная пища.

## Распространение
Птица обитает в Бутане, на северо-востоке Индии (на западе Аруначал-Прадеш) и в приграничье юга Китая (на юго-востоке Тибета). Селится в высокой траве и зарослях кустарника. Неперелётный вид, ведёт оседлый образ жизни. Образует небольшие стайки до 6 птиц.